# Caridina pingi
Caridina pingi е вид десетоного от семейство Atyidae. Видът не е застрашен от изчезване.

## Разпространение и местообитание
Разпространен е в Китай (Анхуей, Фудзиен, Хубей и Хунан).
Обитава сладководни басейни и потоци.